# Mount Price, Kanada
Mount Price är ett berg i Kanada.   Det ligger i provinsen British Columbia, i den sydvästra delen av landet, 3 500 km väster om huvudstaden Ottawa. Toppen på Mount Price är 2 052 meter över havet, eller 412 meter över den omgivande terrängen. Bredden vid basen är 3,5 km. Mount Price ligger vid sjön Garibaldi Lake.
Terrängen runt Mount Price är bergig åt sydväst, men åt nordost är den kuperad.Runt Mount Price är det mycket glesbefolkat, med 2 invånare per kvadratkilometer.. Det finns inga samhällen i närheten. 
Trakten runt Mount Price är permanent täckt av is och snö.